# 石津之战
石津之战，或称石津合战、堺浦合战、堺滨合战，是发生在日本南北朝时代延元3年（1338年）的一次战役，交战双方为南朝的北畠显家和北朝的高师直，交战地点为和泉国堺浦（今大阪府堺市一带）。最终南朝方战败，北畠显家战死。